# Sigeredo
Sigered De Essex fue el último rey de Essex de 798 a 825. Era hijo de Sigerico de Essex, Sigeredo se convirtió en rey cuándo su padre abdicó el trono en 798.
En 812 Sigeredo fue degradado de rey a duque por sus señores mercianos . En 825 cede el reino de Essex a Egberto de Wessex.